# Molecular Pharmaceutics
Molecular Pharmaceutics (nach ISO 4-Standard in Literaturzitaten mit Mol. Pharmaceutics abgekürzt) ist eine wissenschaftliche Fachzeitschrift, die von der American Chemical Society veröffentlicht wird. Die Zeitschrift erscheint derzeit mit zwölf Ausgaben im Jahr. Es werden Arbeiten veröffentlicht, die sich mit der Arzneimittelfreisetzung beschäftigen.
Der Impact Factor lag im Jahr 2019 bei 4,321. Nach der Statistik des ISI Web of Knowledge wurde das Journal im Jahr 2013 in der Kategorie Pharmakologie und Pharmazie an 29. Stelle von 254 Zeitschriften und in der Kategorie experimentelle und forschende Medizin an 22. Stelle von 123 Zeitschriften geführt.